# Interlands San Marinees voetbalelftal 2010-2019
Deze pagina toont een chronologisch en gedetailleerd overzicht van de interlands die het San Marinees voetbalelftal speelde in de periode 2010 – 2019.

## Interlands

### 2010
|                                                                        |            | |           |                                                                                   |
| 3 september EK-kwalificatie Groep E № 103 «onderlinge duels» 20:30 uur | San Marino | 0 – 5 | Nederland | Stadio Olimpico, Serravalle Toeschouwers: 4.127 Scheidsrechter: Simon Evans (WAL) |
| 3 september EK-kwalificatie Groep E № 103 «onderlinge duels» 20:30 uur |            | 16' (pen.) Dirk Kuijt 38' Klaas-Jan Huntelaar 48' Klaas-Jan Huntelaar 67' Klaas-Jan Huntelaar 90' Ruud van Nistelrooy |           | Stadio Olimpico, Serravalle Toeschouwers: 4.127 Scheidsrechter: Simon Evans (WAL) |

|                                                                        | |       |            |                                                                                |
| 7 september EK-kwalificatie Groep E № 104 «onderlinge duels» 19:00 uur | Zweden | 6 – 0 | San Marino | Swedbankstadion, Malmö Toeschouwers: 11.000 Scheidsrechter: David McKeon (IRL) |
| 7 september EK-kwalificatie Groep E № 104 «onderlinge duels» 19:00 uur | Zlatan Ibrahimović 7' Davide Simoncini 12' (e.d.) Aldo Simoncini 26' (e.d.) Andreas Granqvist 51' Zlatan Ibrahimović 77' Marcus Berg 90+3' |       |            | Swedbankstadion, Malmö Toeschouwers: 11.000 Scheidsrechter: David McKeon (IRL) |

|                                                                      | |       |            |                                                                                          |
| 8 oktober EK-kwalificatie Groep E № 105 «onderlinge duels» 19:00 uur | Hongarije | 8 – 0 | San Marino | Ferenc Puskásstadion, Boedapest Toeschouwers: 10.596 Scheidsrechter: Hannes Kaasik (EST) |
| 8 oktober EK-kwalificatie Groep E № 105 «onderlinge duels» 19:00 uur | Gergely Rudolf 10' Ádám Szalai 17' Gergely Rudolf 25' Ádám Szalai 27' Ádám Szalai 48' Vladimir Koman 59' Balázs Dzsudzsák 89' Zoltán Gera 90+1' (pen.) |       |            | Ferenc Puskásstadion, Boedapest Toeschouwers: 10.596 Scheidsrechter: Hannes Kaasik (EST) |

|                                                                       |            |                                             |          |                                                                                   |
| 12 oktober EK-kwalificatie Groep E № 106 «onderlinge duels» 20:30 uur | San Marino | 0 – 2                                       | Moldavië | Stadio Olimpico, Serravalle Toeschouwers: 600 Scheidsrechter: Mark Courtney (NIR) |
| 12 oktober EK-kwalificatie Groep E № 106 «onderlinge duels» 20:30 uur |            | 20' Nicolae Josan 86' (pen.) Anatolie Doroș |          | Stadio Olimpico, Serravalle Toeschouwers: 600 Scheidsrechter: Mark Courtney (NIR) |

|                                                                       | |       |            |                                                                                  |
| 17 oktober EK-kwalificatie Groep E № 107 «onderlinge duels» 16:30 uur | Finland | 8 – 0 | San Marino | Olympiastadion, Helsinki Toeschouwers: 8.192 Scheidsrechter: Radek Matějek (CZE) |
| 17 oktober EK-kwalificatie Groep E № 107 «onderlinge duels» 16:30 uur | Mika Väyrynen 38' Kasper Hämäläinen 49' Mikael Forssell 51' Mikael Forssell 59' Kasper Hämäläinen 67' Jari Litmanen 71' (pen.) Roni Porokara 73' Mikael Forssell 78' |       |            | Olympiastadion, Helsinki Toeschouwers: 8.192 Scheidsrechter: Radek Matějek (CZE) |

### 2011
|                                                                 |            |                       |               |                                                                                |
| 9 februari Vriendschappelijk № 108 «onderlinge duels» 20:30 uur | San Marino | 0 – 1                 | Liechtenstein | Stadio Olimpico, Serravalle Toeschouwers: 147 Scheidsrechter: Luca Banti (ITA) |
| 9 februari Vriendschappelijk № 108 «onderlinge duels» 20:30 uur |            | 57' Michele Polverino |               | Stadio Olimpico, Serravalle Toeschouwers: 147 Scheidsrechter: Luca Banti (ITA) |

|                                                                   |            |                     |         |                                                                                       |
| 3 juni EK-kwalificatie Groep E № 109 «onderlinge duels» 19:30 uur | San Marino | 0 – 1               | Finland | Stadio Olimpico, Serravalle Toeschouwers: 1.218 Scheidsrechter: Andrejs Sipailo (LAT) |
| 3 juni EK-kwalificatie Groep E № 109 «onderlinge duels» 19:30 uur |            | 41' Mikael Forssell |         | Stadio Olimpico, Serravalle Toeschouwers: 1.218 Scheidsrechter: Andrejs Sipailo (LAT) |

|                                                                   |            |                                                       |           |                                                                                         |
| 7 juni EK-kwalificatie Groep E № 110 «onderlinge duels» 20:30 uur | San Marino | 0 – 3                                                 | Hongarije | Stadio Olimpico, Serravalle Toeschouwers: 1.915 Scheidsrechter: Pavle Radovanović (MNE) |
| 7 juni EK-kwalificatie Groep E № 110 «onderlinge duels» 20:30 uur |            | 40' Zoltán Lipták 48' Imre Szabics 83' Vladimir Koman |           | Stadio Olimpico, Serravalle Toeschouwers: 1.915 Scheidsrechter: Pavle Radovanović (MNE) |

|                                                                  |            |                  |          |                                                                                       |
| 10 augustus Vriendschappelijk № 111 «onderlinge duels» 20:30 uur | San Marino | 0 – 1            | Roemenië | Stadio Olimpico, Serravalle Toeschouwers: 3.000 Scheidsrechter: Gianluca Rocchi (ITA) |
| 10 augustus Vriendschappelijk № 111 «onderlinge duels» 20:30 uur |            | 72' Ovidiu Herea |          | Stadio Olimpico, Serravalle Toeschouwers: 3.000 Scheidsrechter: Gianluca Rocchi (ITA) |

|                                                                        | |        |            |                                                                                   |
| 2 september EK-kwalificatie Groep E № 112 «onderlinge duels» 20:30 uur | Nederland | 11 – 0 | San Marino | Philips Stadion, Eindhoven Toeschouwers: 35.000 Scheidsrechter: Liran Liany (ISR) |
| 2 september EK-kwalificatie Groep E № 112 «onderlinge duels» 20:30 uur | Robin van Persie 7' Wesley Sneijder 12' John Heitinga 17' Dirk Kuijt 49' Klaas-Jan Huntelaar 56' Robin van Persie 65' Robin van Persie 67' Klaas-Jan Huntelaar 77' Robin van Persie 79' Wesley Sneijder 87' Georginio Wijnaldum 89' |        |            | Philips Stadion, Eindhoven Toeschouwers: 35.000 Scheidsrechter: Liran Liany (ISR) |

|                                                                        |            | |        |                                                                                     |
| 6 september EK-kwalificatie Groep E № 113 «onderlinge duels» 19:30 uur | San Marino | 0 – 5 | Zweden | Stadio Olimpico, Serravalle Toeschouwers: 2.946 Scheidsrechter: Steven McLean (SCO) |
| 6 september EK-kwalificatie Groep E № 113 «onderlinge duels» 19:30 uur |            | 64' Kim Källström 81' Martin Olsson 70' Christian Wilhelmsson 89' Tobias Hysén 90+3' Christian Wilhelmsson |        | Stadio Olimpico, Serravalle Toeschouwers: 2.946 Scheidsrechter: Steven McLean (SCO) |

|                                                                       |                                                                                        |       |            |                                                                                    |
| 11 oktober EK-kwalificatie Groep E № 114 «onderlinge duels» 19:00 uur | Moldavië                                                                               | 4 – 0 | San Marino | Stadionul Zimbru, Chisinau Toeschouwers: 6.534 Scheidsrechter: Petur Reinert (FAR) |
| 11 oktober EK-kwalificatie Groep E № 114 «onderlinge duels» 19:00 uur | Denis Zmeu 30' Simone Bacciocchi 62' (e.d.) Alexandru Suvorov 66' Valeriu Andronic 87' |       |            | Stadionul Zimbru, Chisinau Toeschouwers: 6.534 Scheidsrechter: Petur Reinert (FAR) |

### 2012
|                                                                  |                                              |       |                                                        |                                                                                       |
| 14 augustus Vriendschappelijk № 115 «onderlinge duels» 19:30 uur | San Marino                                   | 2 – 3 | Malta                                                  | Stadio Olimpico, Serravalle Toeschouwers: 650 Scheidsrechter: Paolo Tagliavento (ITA) |
| 14 augustus Vriendschappelijk № 115 «onderlinge duels» 19:30 uur | Manuel Marani 7' Danilo Rinaldi 90+3' (pen.) |       | 13' Michael Mifsud 22' Andrei Agius 85' Michael Mifsud | Stadio Olimpico, Serravalle Toeschouwers: 650 Scheidsrechter: Paolo Tagliavento (ITA) |

|                                                                         |            | |            |                                                                                  |
| 11 september WK-kwalificatie Groep H № 116 «onderlinge duels» 20:30 uur | San Marino | 0 – 6 | Montenegro | Stadio Olimpico, Serravalle Toeschouwers: 1.947 Scheidsrechter: Neil Doyle (IRL) |
| 11 september WK-kwalificatie Groep H № 116 «onderlinge duels» 20:30 uur |            | 24' Luka Đorđević 26' Fatos Bećiraj 51' Fatos Bećiraj 69' Elsad Zverotić 78' Andrija Delibašić 82' Andrija Delibašić |            | Stadio Olimpico, Serravalle Toeschouwers: 1.947 Scheidsrechter: Neil Doyle (IRL) |

|                                                                       | |       |            |                                                                                      |
| 12 oktober WK-kwalificatie Groep H № 117 «onderlinge duels» 20:00 uur | Engeland                                                                                                 | 5 – 0 | San Marino | Wembley Stadium, Londen Toeschouwers: 85.654 Scheidsrechter: Gediminas Mažeika (LTU) |
| 12 oktober WK-kwalificatie Groep H № 117 «onderlinge duels» 20:00 uur | Wayne Rooney 35' (pen.) Danny Welbeck 37' Wayne Rooney 70' Danny Welbeck 72' Alex Oxlade-Chamberlain 77' |       |            | Wembley Stadium, Londen Toeschouwers: 85.654 Scheidsrechter: Gediminas Mažeika (LTU) |

|                                                                       |            |                                                |          |                                                                                   |
| 16 oktober WK-kwalificatie Groep H № 118 «onderlinge duels» 20:30 uur | San Marino | 0 – 2                                          | Moldavië | Stadio Olimpico, Serravalle Toeschouwers: 736 Scheidsrechter: Marios Panayi (CYP) |
| 16 oktober WK-kwalificatie Groep H № 118 «onderlinge duels» 20:30 uur |            | 72' (pen.) Serghei Dadu 78' Alexandru Epureanu |          | Stadio Olimpico, Serravalle Toeschouwers: 736 Scheidsrechter: Marios Panayi (CYP) |

|                                                                        |                                                                |       |            |                                                                                           |
| 14 november WK-kwalificatie Groep H № 119 «onderlinge duels» 18:00 uur | Montenegro                                                     | 3 – 0 | San Marino | Pod Goricomstadion, Podgorica Toeschouwers: 8.000 Scheidsrechter: Sándor Andó-Szabó (HUN) |
| 14 november WK-kwalificatie Groep H № 119 «onderlinge duels» 18:00 uur | Andrija Delibašić 14' Andrija Delibašić 31' Elsad Zverotić 68' |       |            | Pod Goricomstadion, Podgorica Toeschouwers: 8.000 Scheidsrechter: Sándor Andó-Szabó (HUN) |

### 2013
|                                                                     |            | |          |                                                                                   |
| 22 maart WK-kwalificatie Groep H № 120 «onderlinge duels» 20:00 uur | San Marino | 0 – 8 | Engeland | Stadio Olimpico, Serravalle Toeschouwers: 4.952 Scheidsrechter: Alain Bieri (SUI) |
| 22 maart WK-kwalificatie Groep H № 120 «onderlinge duels» 20:00 uur |            | 12' (e.d.) Alessandro Della Valle 29' Alex Oxlade-Chamberlain 35' Jermain Defoe 39' Ashley Young 42' Frank Lampard 54' Wayne Rooney 56' Daniel Sturridge 77' Jermain Defoe |          | Stadio Olimpico, Serravalle Toeschouwers: 4.952 Scheidsrechter: Alain Bieri (SUI) |

|                                                                     | |       |            |                                                                                          |
| 25 maart WK-kwalificatie Groep H № 121 «onderlinge duels» 19:45 uur | Polen | 5 – 0 | San Marino | Nationaal Stadion, Warschau Toeschouwers: 43.008 Scheidsrechter: Ken Henry Johnsen (NOR) |
| 25 maart WK-kwalificatie Groep H № 121 «onderlinge duels» 19:45 uur | Robert Lewandowski 21' (pen.) Łukasz Piszczek 28' Robert Lewandowski 50' (pen.) Łukasz Teodorczyk 61' Jakub Kosecki 90+2' |       |            | Nationaal Stadion, Warschau Toeschouwers: 43.008 Scheidsrechter: Ken Henry Johnsen (NOR) |

|                                                             |                                                                             |       |            |                                                                                       |
| 31 mei Vriendschappelijk № 122 «onderlinge duels» 20:45 uur | Italië                                                                      | 4 – 0 | San Marino | Stadio Renato Dall'Ara, Bologna Toeschouwers: 20.000 Scheidsrechter: Marco Borg (MLT) |
| 31 mei Vriendschappelijk № 122 «onderlinge duels» 20:45 uur | Andrea Poli 28' Alberto Gilardino 34' Andrea Pirlo 51' Alberto Aquilani 80' |       |            | Stadio Renato Dall'Ara, Bologna Toeschouwers: 20.000 Scheidsrechter: Marco Borg (MLT) |

|                                                                        | |       |            |                                                                        |
| 6 september WK-kwalificatie Groep H № 123 «onderlinge duels» 20:00 uur | Oekraïne | 9 – 0 | San Marino | Arena Lviv, Lviv Toeschouwers: 34.190 Scheidsrechter: Neil Doyle (IRL) |
| 6 september WK-kwalificatie Groep H № 123 «onderlinge duels» 20:00 uur | Marko Dević 11' Jevhen Seleznjov 26' Edmar 32' Jevhen Chatsjeridi 45+1' Jevhen Konopljanka 50' Jevhen Chatsjeridi 54' Roman Bezoes 63' Artem Fedetskyi 74' Jaroslav Rakitskiy 90+4' |       |            | Arena Lviv, Lviv Toeschouwers: 34.190 Scheidsrechter: Neil Doyle (IRL) |

|                                                                         |                            |       | |                                                                                  |
| 10 september WK-kwalificatie Groep H № 124 «onderlinge duels» 20:45 uur | San Marino                 | 1 – 5 | Polen | Stadio Olimpico, Serravalle Toeschouwers: 1.597 Scheidsrechter: Marco Borg (MLT) |
| 10 september WK-kwalificatie Groep H № 124 «onderlinge duels» 20:45 uur | Alessandro Della Valle 22' |       | 10' Piotr Zieliński 23' Jakub Błaszczykowski 33' Waldemar Sobota 66' Piotr Zieliński 75' Adrian Mierzejewski | Stadio Olimpico, Serravalle Toeschouwers: 1.597 Scheidsrechter: Marco Borg (MLT) |

|                                                                       |                                                           |       |            |                                                                                        |
| 11 oktober WK-kwalificatie Groep H № 125 «onderlinge duels» 18:00 uur | Moldavië                                                  | 3 – 0 | San Marino | Stadionul Zimbru, Chișinău Toeschouwers: 7.348 Scheidsrechter: Ignasi Villamayor (AND) |
| 11 oktober WK-kwalificatie Groep H № 125 «onderlinge duels» 18:00 uur | Viorel Frunză 55' Eugen Sidorenco 59' Eugen Sidorenco 89' |       |            | Stadionul Zimbru, Chișinău Toeschouwers: 7.348 Scheidsrechter: Ignasi Villamayor (AND) |

|                                                                       |            | |          |                                                                                      |
| 15 oktober WK-kwalificatie Groep H № 126 «onderlinge duels» 21:00 uur | San Marino | 0 – 8 | Oekraïne | Stadio Olimpico, Serravalle Toeschouwers: 1.268 Scheidsrechter: Harald Lechner (AUT) |
| 15 oktober WK-kwalificatie Groep H № 126 «onderlinge duels» 21:00 uur |            | 13' Jevhen Seleznjov 15' Marko Dević 19' Jevhen Seleznjov 51' Marko Dević 55' Andriy Yarmolenko 58' Marko Dević 66' Roman Bezoes 90' Vitali Mandzjoek |          | Stadio Olimpico, Serravalle Toeschouwers: 1.268 Scheidsrechter: Harald Lechner (AUT) |

### 2014
|                                                             |            |                                                         |         |                                                                                  |
| 8 juni Vriendschappelijk № 127 «onderlinge duels» 20:30 uur | San Marino | 0 – 3                                                   | Albanië | Stadio Olimpico, Serravalle Toeschouwers: 1.920 Scheidsrechter: Marco Borg (MLT) |
| 8 juni Vriendschappelijk № 127 «onderlinge duels» 20:30 uur |            | 26' Mergim Mavraj 31' Armando Vajushi 72' Emiljano Vila |         | Stadio Olimpico, Serravalle Toeschouwers: 1.920 Scheidsrechter: Marco Borg (MLT) |

|                                                                        |            |                                                |          |                                                                                   |
| 8 september EK-kwalificatie Groep E № 128 «onderlinge duels» 20:30 uur | San Marino | 0 – 2                                          | Litouwen | Stadio Olimpico, Serravalle Toeschouwers: 986 Scheidsrechter: Libor Kovařík (CZE) |
| 8 september EK-kwalificatie Groep E № 128 «onderlinge duels» 20:30 uur |            | 5' Deivydas Matulevičius 36' Arvydas Novikovas |          | Stadio Olimpico, Serravalle Toeschouwers: 986 Scheidsrechter: Libor Kovařík (CZE) |

|                                                                      | |       |            |                                                                                  |
| 9 oktober EK-kwalificatie Groep E № 129 «onderlinge duels» 19:45 uur | Engeland | 5 – 0 | San Marino | Wembley Stadium, Londen Toeschouwers: 55.990 Scheidsrechter: Marcin Borski (POL) |
| 9 oktober EK-kwalificatie Groep E № 129 «onderlinge duels» 19:45 uur | Phil Jagielka 25' Wayne Rooney 43' (pen.) Danny Welbeck 49' Andros Townsend 72' Alessandro Della Valle 78' (e.d.) |       |            | Wembley Stadium, Londen Toeschouwers: 55.990 Scheidsrechter: Marcin Borski (POL) |

|                                                                       |            |                                                                                 |             |                                                                                    |
| 14 oktober EK-kwalificatie Groep E № 130 «onderlinge duels» 20:45 uur | San Marino | 0 – 4                                                                           | Zwitserland | Stadio Olimpico, Serravalle Toeschouwers: 2.289 Scheidsrechter: Tony Chapron (FRA) |
| 14 oktober EK-kwalificatie Groep E № 130 «onderlinge duels» 20:45 uur |            | 10' Haris Seferovic 24' Haris Seferovic 30' Blerim Džemaili 79' Xherdan Shaqiri |             | Stadio Olimpico, Serravalle Toeschouwers: 2.289 Scheidsrechter: Tony Chapron (FRA) |

|                                                              |            |       |         |                                                               |
| 15 november EK-kwalificatie Groep E № 131 «onderlinge duels» | San Marino | 0 – 0 | Estland | Stadio Olimpico, Serravalle Scheidsrechter: Felix Brych (DUI) |
| 15 november EK-kwalificatie Groep E № 131 «onderlinge duels» |            |       |         | Stadio Olimpico, Serravalle Scheidsrechter: Felix Brych (DUI) |

### 2015
|                                                           | |       |            |                                                                                    |
| 27 maart EK-kwalificatie Groep E № 132 «onderlinge duels» | Slovenië | 6 – 0 | San Marino | Stožicestadion, Ljubljana Toeschouwers: 8.325 Scheidsrechter: Oliver Drachta (AUT) |
| 27 maart EK-kwalificatie Groep E № 132 «onderlinge duels» | Josip Iličić 10' Kevin Kampl 49' Andraž Struna 50' Milivoje Novakovič 52' Dejan Lazarević 73' Branko Ilić 88' |       |            | Stožicestadion, Ljubljana Toeschouwers: 8.325 Scheidsrechter: Oliver Drachta (AUT) |

|                                                     |                     |       |            |                                                                                       |
| 31 maart Vriendschappelijk № 133 «onderlinge duels» | Liechtenstein       | 1 – 0 | San Marino | Sportpark Eschen-Mauren, Eschen Toeschouwers: 450 Scheidsrechter: Nikolaj Hänni (SUI) |
| 31 maart Vriendschappelijk № 133 «onderlinge duels» | Daniel Kaufmann 29' |       |            | Sportpark Eschen-Mauren, Eschen Toeschouwers: 450 Scheidsrechter: Nikolaj Hänni (SUI) |

|                                                                    |                                     |       |            |                                                                                  |
| 14 juni EK-kwalificatie Groep E № 134 «onderlinge duels» 18:00 uur | Estland                             | 2 – 0 | San Marino | A. Le Coq Arena, Tallinn Toeschouwers: 6.131 Scheidsrechter: Ivan Kružliak (SVK) |
| 14 juni EK-kwalificatie Groep E № 134 «onderlinge duels» 18:00 uur | Sergei Zenjov 35' Sergei Zenjov 63' |       |            | A. Le Coq Arena, Tallinn Toeschouwers: 6.131 Scheidsrechter: Ivan Kružliak (SVK) |

|                                                                        |            | |          |                                                                                        |
| 5 september EK-kwalificatie Groep E № 135 «onderlinge duels» 18:00 uur | San Marino | 0 – 6 | Engeland | Stadio Olimpico, Serravalle Toeschouwers: 4.378 Scheidsrechter: Leontios Trattou (CYP) |
| 5 september EK-kwalificatie Groep E № 135 «onderlinge duels» 18:00 uur |            | 13' (pen.) Wayne Rooney 30' (pen.) Cristian Brolli 46' Ross Barkley 68' Theo Walcott 77' Harry Kane 78' Theo Walcott |          | Stadio Olimpico, Serravalle Toeschouwers: 4.378 Scheidsrechter: Leontios Trattou (CYP) |

|                                                              |                                       |       |                     |                                                                               |
| 8 september EK-kwalificatie Groep E № 136 «onderlinge duels» | Litouwen                              | 2 – 1 | San Marino          | LFF-stadion, Vilnius Toeschouwers: 3.400 Scheidsrechter: Clayton Pisani (MLT) |
| 8 september EK-kwalificatie Groep E № 136 «onderlinge duels» | Fiodor Černych 7' Lukas Spalvis 90+2' |       | 55' Matteo Vitaioli | LFF-stadion, Vilnius Toeschouwers: 3.400 Scheidsrechter: Clayton Pisani (MLT) |

|                                                                      | |       |            |                                                                                       |
| 9 oktober EK-kwalificatie Groep E № 137 «onderlinge duels» 20:45 uur | Zwitserland | 7 – 0 | San Marino | AFG Arena, Sankt Gallen Toeschouwers: 16.200 Scheidsrechter: Mattias Gestranius (FIN) |
| 9 oktober EK-kwalificatie Groep E № 137 «onderlinge duels» 20:45 uur | Michael Lang 17' Gökhan Inler 55' (pen.) Admir Mehmedi 65' Johan Djourou 72' (pen.) Pajtim Kasami 75' Breel Embolo 80' (pen.) Eren Derdiyok 89' |       |            | AFG Arena, Sankt Gallen Toeschouwers: 16.200 Scheidsrechter: Mattias Gestranius (FIN) |

|                                                                       |            |                                   |          |                                                                                        |
| 12 oktober EK-kwalificatie Groep E № 138 «onderlinge duels» 20:45 uur | San Marino | 0 – 2                             | Slovenië | Stadio Olimpico, Serravalle Toeschouwers: 781 Scheidsrechter: Aleksandar Stavrev (MKD) |
| 12 oktober EK-kwalificatie Groep E № 138 «onderlinge duels» 20:45 uur |            | 55' Boštjan Cesar 76' Nejc Pečnik |          | Stadio Olimpico, Serravalle Toeschouwers: 781 Scheidsrechter: Aleksandar Stavrev (MKD) |

### 2016
|                                                   | |        |            |                                                                                 |
| 4 juni Vriendschappelijk № 139 «onderlinge duels» | Kroatië | 10 – 0 | San Marino | Stadion Rujevica, Rijeka Toeschouwers: 3.603 Scheidsrechter: Mitja Žganec (SLO) |
| 4 juni Vriendschappelijk № 139 «onderlinge duels» | Marko Pjaca 20' Mario Mandžukić 23' Darijo Srna 24' Mario Mandžukić 36' Mario Mandžukić 38' Ivan Perišić 40' Ivan Rakitić 50' Nikola Kalinić 59' Nikola Kalinić 73' Nikola Kalinić 84' |        |            | Stadion Rujevica, Rijeka Toeschouwers: 3.603 Scheidsrechter: Mitja Žganec (SLO) |

|                                                              |            |                     |              |                                                                                          |
| 4 september WK-kwalificatie Groep C № 140 «onderlinge duels» | San Marino | 0 – 1               | Azerbeidzjan | Stadio Olimpico, Serravalle Toeschouwers: 886 Scheidsrechter: Sébastien Delferière (BEL) |
| 4 september WK-kwalificatie Groep C № 140 «onderlinge duels» |            | 45' Ruslan Qurbanov |              | Stadio Olimpico, Serravalle Toeschouwers: 886 Scheidsrechter: Sébastien Delferière (BEL) |

|                                                                      |                                                                              |       |            |                                                                                |
| 8 oktober WK-kwalificatie Groep C № 141 «onderlinge duels» 20:45 uur | Noord-Ierland                                                                | 4 – 0 | San Marino | Windsor Park, Belfast Toeschouwers: 18.234 Scheidsrechter: Istvan Kovacs (ROM) |
| 8 oktober WK-kwalificatie Groep C № 141 «onderlinge duels» 20:45 uur | Steven Davis 26' (pen.) Kyle Lafferty 79' Jamie Ward 85' Kyle Lafferty 90+4' |       |            | Windsor Park, Belfast Toeschouwers: 18.234 Scheidsrechter: Istvan Kovacs (ROM) |

|                                                                       |                                                                                     |       |                       |                                                                                |
| 11 oktober WK-kwalificatie Groep C № 142 «onderlinge duels» 20:45 uur | Noorwegen                                                                           | 4 – 1 | San Marino            | Ullevaalstadion, Oslo Toeschouwers: 8.214 Scheidsrechter: Benoît Bastien (FRA) |
| 11 oktober WK-kwalificatie Groep C № 142 «onderlinge duels» 20:45 uur | Davide Simoncini 11' (e.d.) Adama Diomande 77' Martin Samuelsen 82' Joshua King 83' |       | 54' Mattia Stefanelli | Ullevaalstadion, Oslo Toeschouwers: 8.214 Scheidsrechter: Benoît Bastien (FRA) |

|                                                                        |            | |           |                                                                                       |
| 11 november WK-kwalificatie Groep C № 143 «onderlinge duels» 20:45 uur | San Marino | 0 – 8 | Duitsland | Stadio Olimpico, Serravalle Toeschouwers: 3.851 Scheidsrechter: Artjom Koetsjin (KAZ) |
| 11 november WK-kwalificatie Groep C № 143 «onderlinge duels» 20:45 uur |            | 7' Sami Khedira 9' Serge Gnabry 32' Jonas Hector 58' Serge Gnabry 65' Jonas Hector 76' Serge Gnabry 82' (e.d.) Mattia Stefanelli 85' Kevin Volland |           | Stadio Olimpico, Serravalle Toeschouwers: 3.851 Scheidsrechter: Artjom Koetsjin (KAZ) |

### 2017
|                                                                  |            |                                                |         |                                                                                        |
| 22 februari Vriendschappelijk № 144 «onderlinge duels» 18:00 uur | San Marino | 0 – 2                                          | Andorra | Stadio Olimpico, Serravalle Toeschouwers: 60 Scheidsrechter: Massimiliano Irrati (ITA) |
| 22 februari Vriendschappelijk № 144 «onderlinge duels» 18:00 uur |            | 28' (pen.) Ildefons Lima 67' Cristian Martínez |         | Stadio Olimpico, Serravalle Toeschouwers: 60 Scheidsrechter: Massimiliano Irrati (ITA) |

|                                                               |            |                                           |          |                                                                                       |
| 19 maart Vriendschappelijk № 145 «onderlinge duels» 18:00 uur | San Marino | 0 – 2                                     | Moldavië | Stadio Olimpico, Serravalle Toeschouwers: onbekend Scheidsrechter: Paolo Valeri (ITA) |
| 19 maart Vriendschappelijk № 145 «onderlinge duels» 18:00 uur |            | 26' Veaceslav Posmac 72' Alexandru Gaţcan |          | Stadio Olimpico, Serravalle Toeschouwers: onbekend Scheidsrechter: Paolo Valeri (ITA) |

|                                                                     |            | |          |                                                                                     |
| 26 maart WK-kwalificatie Groep C № 146 «onderlinge duels» 20:45 uur | San Marino | 0 – 6 | Tsjechië | Stadio Olimpico, Serravalle Toeschouwers: 1.023 Scheidsrechter: Kristo Tohver (EST) |
| 26 maart WK-kwalificatie Groep C № 146 «onderlinge duels» 20:45 uur |            | 17' Antonín Barák 19' Vladimír Darida 24' Antonín Barák 26' Theodor Gebre Selassie 43' Michael Krmenčík 77' (pen.) Vladimír Darida |          | Stadio Olimpico, Serravalle Toeschouwers: 1.023 Scheidsrechter: Kristo Tohver (EST) |

|                                                             | |       |            |                                                                                          |
| 31 mei Vriendschappelijk № 147 «onderlinge duels» 21:30 uur | Italië | 8 – 0 | San Marino | Stadio Carlo Castellani, Empoli Toeschouwers: 6.000 Scheidsrechter: Sandro Schärer (SUI) |
| 31 mei Vriendschappelijk № 147 «onderlinge duels» 21:30 uur | Gianluca Lapadula 10' Gian Marco Ferrari 14' Andrea Petagna 16' Gianluca Lapadula 20' Mattia Caldara 48' Gianluca Lapadula 50' Matteo Politano 58' Giovanni Bonini 75' (e.d.) |       |            | Stadio Carlo Castellani, Empoli Toeschouwers: 6.000 Scheidsrechter: Sandro Schärer (SUI) |

|                                                                    | |       |            |                                                                                       |
| 10 juni WK-kwalificatie Groep C № 148 «onderlinge duels» 20:45 uur | Duitsland | 7 – 0 | San Marino | Stadion Nürnberg, Neurenberg Toeschouwers: 32.467 Scheidsrechter: Radu Petrescu (ROM) |
| 10 juni WK-kwalificatie Groep C № 148 «onderlinge duels» 20:45 uur | Julian Draxler 11' Sandro Wagner 16' Sandro Wagner 29' Amin Younes 38' Shkodran Mustafi 47' Julian Brandt 72' Sandro Wagner 85' |       |            | Stadion Nürnberg, Neurenberg Toeschouwers: 32.467 Scheidsrechter: Radu Petrescu (ROM) |

|                                                                        |            |                                                            |               |                                                                                   |
| 1 september WK-kwalificatie Groep C № 149 «onderlinge duels» 20:45 uur | San Marino | 0 – 3                                                      | Noord-Ierland | Stadio Olimpico, Serravalle Toeschouwers: 2.544 Scheidsrechter: Enea Jorgji (ALB) |
| 1 september WK-kwalificatie Groep C № 149 «onderlinge duels» 20:45 uur |            | 70' Josh Magennis 75' Josh Magennis 78' (pen.) Steve Davis |               | Stadio Olimpico, Serravalle Toeschouwers: 2.544 Scheidsrechter: Enea Jorgji (ALB) |

|                                                                        |                                                                                                  |       |                   |                                                                                 |
| 4 september WK-kwalificatie Groep C № 150 «onderlinge duels» 20:45 uur | Azerbeidzjan                                                                                     | 5 – 1 | San Marino        | Bakcell Arena, Bakoe Toeschouwers: 6.500 Scheidsrechter: Nikola Dabanović (MNE) |
| 4 september WK-kwalificatie Groep C № 150 «onderlinge duels» 20:45 uur | Əfran İsmayılov 20' Araz Abdullayev 25' Əfran İsmayılov 57' Michele Cevoli 71' Rəşad Sadıqov 81' |       | 73' Mirko Palazzi | Bakcell Arena, Bakoe Toeschouwers: 6.500 Scheidsrechter: Nikola Dabanović (MNE) |

|                                                                      |            | |           |                                                                                       |
| 5 oktober WK-kwalificatie Groep C № 151 «onderlinge duels» 20:45 uur | San Marino | 0 – 8 | Noorwegen | Olympisch stadion, Serravalle Toeschouwers: 1.922 Scheidsrechter: Andrew Dallas (SCO) |
| 5 oktober WK-kwalificatie Groep C № 151 «onderlinge duels» 20:45 uur |            | 8' Markus Henriksen 14' (pen.) Joshua King 17' Joshua King 39' Mohamed Elyounoussi 48' Mohamed Elyounoussi 58' Ole Selnæs 68' Mohamed Elyounoussi 86' Martin Linnes |           | Olympisch stadion, Serravalle Toeschouwers: 1.922 Scheidsrechter: Andrew Dallas (SCO) |

|                                                                      |                                                                                          |       |            |                                                                                    |
| 8 oktober WK-kwalificatie Groep C № 152 «onderlinge duels» 20:45 uur | Tsjechië                                                                                 | 5 – 0 | San Marino | Stadion města Plzně, Pilsen Toeschouwers: 5.625 Scheidsrechter: Alex Troleis (FAR) |
| 8 oktober WK-kwalificatie Groep C № 152 «onderlinge duels» 20:45 uur | Michael Krmenčík 8' Michael Krmenčík 23' Jan Kopic 27' Filip Novák 71' Václav Kadlec 83' |       |            | Stadion města Plzně, Pilsen Toeschouwers: 5.625 Scheidsrechter: Alex Troleis (FAR) |

### 2018
|                                                                             | |       |            |                                                                                |
| 8 september UEFA Nations League Groep D2 № 153 «onderlinge duels» 18:00 uur | Wit-Rusland                                                                                          | 5 – 0 | San Marino | Dinamostadion, Minsk Toeschouwers: 13.634 Scheidsrechter: Sandro Schärer (SUI) |
| 8 september UEFA Nations League Groep D2 № 153 «onderlinge duels» 18:00 uur | Igor Stasevitsj 4' Stanislav Dragoen 26' Anton Saroka 67' Stanislav Dragoen 87' Joeri Kavaljov 90+1' |       |            | Dinamostadion, Minsk Toeschouwers: 13.634 Scheidsrechter: Sandro Schärer (SUI) |

|                                                                              |            |                                                         |           |                                                                                 |
| 11 september UEFA Nations League Groep D2 № 154 «onderlinge duels» 20:45 uur | San Marino | 0 – 3                                                   | Luxemburg | Stadio Olimpico, Serravalle Toeschouwers: 794 Scheidsrechter: Filip Glova (SVK) |
| 11 september UEFA Nations League Groep D2 № 154 «onderlinge duels» 20:45 uur |            | 9' Maxime Chanot 45+1' Aurélien Joachim 52'Danel Sinani |           | Stadio Olimpico, Serravalle Toeschouwers: 794 Scheidsrechter: Filip Glova (SVK) |

|                                                                            |                                   |       |            |                                                                                         |
| 12 oktober UEFA Nations League Groep D2 № 155 «onderlinge duels» 20:45 uur | Moldavië                          | 2 – 0 | San Marino | Stadionul Zimbru, Chisinau Toeschouwers: 5.242 Scheidsrechter: Bryn Markham-Jones (WAL) |
| 12 oktober UEFA Nations League Groep D2 № 155 «onderlinge duels» 20:45 uur | Radu Gînsari 31' Radu Gînsari 67' |       |            | Stadionul Zimbru, Chisinau Toeschouwers: 5.242 Scheidsrechter: Bryn Markham-Jones (WAL) |

|                                                                            |                                                    |       |            |                                                                                             |
| 15 oktober UEFA Nations League Groep D2 № 156 «onderlinge duels» 20:45 uur | Luxemburg                                          | 3 – 0 | San Marino | Stade Josy Barthel, Luxemburg Toeschouwers: 2.876 Scheidsrechter: Aleksandrs Golubevs (LAT) |
| 15 oktober UEFA Nations League Groep D2 № 156 «onderlinge duels» 20:45 uur | David Turpel 4' Danel Sinani 65' Vincent Thill 73' |       |            | Stade Josy Barthel, Luxemburg Toeschouwers: 2.876 Scheidsrechter: Aleksandrs Golubevs (LAT) |

|                                                                             |            |                      |          |                                                                                      |
| 15 november UEFA Nations League Groep D2 № 157 «onderlinge duels» 20:45 uur | San Marino | 0 – 1                | Moldavië | Stadio Olimpico, Serravalle Toeschouwers: 747 Scheidsrechter: Georgios Kominis (GRE) |
| 15 november UEFA Nations League Groep D2 № 157 «onderlinge duels» 20:45 uur |            | 77' Vitalie Damașcan |          | Stadio Olimpico, Serravalle Toeschouwers: 747 Scheidsrechter: Georgios Kominis (GRE) |

|                                                                             |            |                                       |             |                                                                                        |
| 18 november UEFA Nations League Groep D2 № 158 «onderlinge duels» 18:00 uur | San Marino | 0 – 2                                 | Wit-Rusland | Stadio Olimpico, Serravalle Toeschouwers: 736 Scheidsrechter: Giorgi Kroeasjvili (GEO) |
| 18 november UEFA Nations League Groep D2 № 158 «onderlinge duels» 18:00 uur |            | 8' Stanislav Dragoen 53' Anton Saroka |             | Stadio Olimpico, Serravalle Toeschouwers: 736 Scheidsrechter: Giorgi Kroeasjvili (GEO) |

### 2019
|                                                                     | |       |            |                                                                              |
| 21 maart EK-kwalificatie Groep I № 159 «onderlinge duels» 18:00 uur | Cyprus | 5 – 0 | San Marino | GSP-stadion, Nicosia Toeschouwers: 3.175 Scheidsrechter: Juri Frischer (EST) |
| 21 maart EK-kwalificatie Groep I № 159 «onderlinge duels» 18:00 uur | Pieros Sotiriou 19' (pen.) Pieros Sotiriou 23' (pen.) Giannis Kousoulos 26' Georgios Efrem 31' Konstantinos Laifis 56' |       |            | GSP-stadion, Nicosia Toeschouwers: 3.175 Scheidsrechter: Juri Frischer (EST) |

|                                                                     |            |                                    |           |                                                                                             |
| 24 maart EK-kwalificatie Groep I № 160 «onderlinge duels» 18:00 uur | San Marino | 0 – 2                              | Schotland | Stadio Olimpico, Serravalle Toeschouwers: 4.077 Scheidsrechter: Manuel Schüttengruber (AUT) |
| 24 maart EK-kwalificatie Groep I № 160 «onderlinge duels» 18:00 uur |            | 4' Kenny McLean 74' Johnny Russell |           | Stadio Olimpico, Serravalle Toeschouwers: 4.077 Scheidsrechter: Manuel Schüttengruber (AUT) |

|                                                                   | |       |            |                                                                                      |
| 8 juni EK-kwalificatie Groep I № 161 «onderligne duels» 18:00 uur | Rusland | 9 – 0 | San Marino | Mordovia Arena, Saransk Toeschouwers: 42.241 Scheidsrechter: Mohammed Al-Hakim (SWE) |
| 8 juni EK-kwalificatie Groep I № 161 «onderligne duels» 18:00 uur | Michele Cevoli 25' (e.d.) Artjom Dzjoeba 31' Fjodor Koedrjasjov 36' Anton Mirantsjoek 41' Artjom Dzjoeba 73' Artjom Dzjoeba 76' Fjodor Smolov 78' Fjodor Smolov 83' Artjom Dzjoeba 88' |       |            | Mordovia Arena, Saransk Toeschouwers: 42.241 Scheidsrechter: Mohammed Al-Hakim (SWE) |

|                                                                    |                                                                                            |       |            |                                                                                        |
| 11 juni EK-kwalificatie Groep I № 162 «onderlinge duels» 16:00 uur | Kazachstan                                                                                 | 4 – 0 | San Marino | Astana Arena, Nur-Sultan Toeschouwers: 18.652 Scheidsrechter: Bartosz Frankowski (POL) |
| 11 juni EK-kwalificatie Groep I № 162 «onderlinge duels» 16:00 uur | Islambek Koeat 45+1' Maksim Fedin 62' Gafoerzjan Soejoembajev 65' Baoejrzjan Islamchan 79' |       |            | Astana Arena, Nur-Sultan Toeschouwers: 18.652 Scheidsrechter: Bartosz Frankowski (POL) |

|                                                                        |            |                                                                                     |        |                                                                                      |
| 6 september EK-kwalificatie Groep I № 163 «onderlinge duels» 20:45 uur | San Marino | 0 – 4                                                                               | België | Stadio Olimpico, Serravalle Toeschouwers: 2.523 Scheidsrechter: Horațiu Feșnic (ROU) |
| 6 september EK-kwalificatie Groep I № 163 «onderlinge duels» 20:45 uur |            | 43' (pen.) Michy Batshuayi 57' Dries Mertens 63' Nacer Chadli 90+2' Michy Batshuayi |        | Stadio Olimpico, Serravalle Toeschouwers: 2.523 Scheidsrechter: Horațiu Feșnic (ROU) |

|                                                                        |            |                                                                                      |        |                                                                                   |
| 9 september EK-kwalificatie Groep I № 164 «onderlinge duels» 20:45 uur | San Marino | 0 – 4                                                                                | Cyprus | Stadio Olimpico, Serravalle Toeschouwers: 662 Scheidsrechter: Iwan Griffith (WAL) |
| 9 september EK-kwalificatie Groep I № 164 «onderlinge duels» 20:45 uur |            | 2' Giannis Kousoulos 39' Fotis Papoulis 73' Giannis Kousoulos 75' Kostakis Artymatas |        | Stadio Olimpico, Serravalle Toeschouwers: 662 Scheidsrechter: Iwan Griffith (WAL) |

|                                                                       | |       |            |                                                                                                   |
| 10 oktober EK-kwalificatie Groep I № 165 «onderlinge duels» 20:45 uur | België | 9 – 0 | San Marino | Koning Boudewijnstadion, Brussel Toeschouwers: 34.504 Scheidsrechter: Anastasios Papapetrou (GRE) |
| 10 oktober EK-kwalificatie Groep I № 165 «onderlinge duels» 20:45 uur | Romelu Lukaku 28' Nacer Chadli 31' Cristian Brolli 35' (e.d.) Romelu Lukaku 41' Toby Alderweireld 43' Youri Tielemans 45+1' Christian Benteke 79' Yari Verschaeren 84' (pen.) Timothy Castagne 90' |       |            | Koning Boudewijnstadion, Brussel Toeschouwers: 34.504 Scheidsrechter: Anastasios Papapetrou (GRE) |

|                                                                       | |       |            |                                                                                 |
| 13 oktober EK-kwalificatie Groep I № 166 «onderlinge duels» 18:00 uur | Schotland | 6 – 0 | San Marino | Hampden Park, Glasgow Toeschouwers: 20.699 Scheidsrechter: Jérôme Brisard (FRA) |
| 13 oktober EK-kwalificatie Groep I № 166 «onderlinge duels» 18:00 uur | John McGinn 12' John McGinn 27' John McGinn 45+1' Lawrence Shankland 65' Stuart Findlay 67' Stuart Armstrong 86' |       |            | Hampden Park, Glasgow Toeschouwers: 20.699 Scheidsrechter: Jérôme Brisard (FRA) |

|                                                                        |                     |       |                                                                            |                                                                                   |
| 16 november EK-kwalificatie Groep I № 167 «onderlinge duels» 18:00 uur | San Marino          | 1 – 3 | Kazachstan                                                                 | Stadio Olimpico, Serravalle Toeschouwers: 643 Scheidsrechter: Ali Palabıyık (TUR) |
| 16 november EK-kwalificatie Groep I № 167 «onderlinge duels» 18:00 uur | Filippo Berardi 77' |       | 6' Baktijar Zainutdinov 23' Gafoerzjan Soejoembajev 27' Aleksej Sjtsjetkin | Stadio Olimpico, Serravalle Toeschouwers: 643 Scheidsrechter: Ali Palabıyık (TUR) |

|                                                                        |            | |         |                                                                                         |
| 19 november EK-kwalificatie Groep I № 168 «onderlinge duels» 20:45 uur | San Marino | 0 – 5                                                                                                   | Rusland | Stadio Olimpico, Serravalle Toeschouwers: 1.604 Scheidsrechter: Þorvaldur Árnason (ISL) |
| 19 november EK-kwalificatie Groep I № 168 «onderlinge duels» 20:45 uur |            | 3' Daler Koezjajev 19' Sergej Petrov 49' Aleksej Mirantsjoek 56' Aleksej Ionov 78' Nikolaj Komlitsjenko |         | Stadio Olimpico, Serravalle Toeschouwers: 1.604 Scheidsrechter: Þorvaldur Árnason (ISL) |

FSGC · A-internationals · Bondscoaches · Statistieken · San Marino U21 · San Marino U19 · San Marino U18 · San Marino U17 · San Marino U16
1986 – 1989 · 1990 – 1999 · 2000 – 2009 · 2010 – 2019 · 2020 – 2029
2000 · 2001 · 2002 · 2003 · 2004 · 2005 · 2006 · 
Albanië · 
Andorra ·
Azerbeidzjan ·
België · 
Bosnië en Herzegovina · 
Bulgarije ·
Canada ·
Cyprus ·
Denemarken ·
Duitsland · 
Engeland · 
Estland · 
Faeröer · 
Finland · 
Gibraltar · 
Griekenland · 
Hongarije · 
Ierland · 
IJsland ·
Israël · 
Italië · 
Kaapverdië ·
Kazachstan ·
Kosovo ·
Kroatië · 
Letland · 
Libanon · 
Liechtenstein · 
Litouwen · 
Luxemburg ·
Malta ·
Moldavië ·
Montenegro ·
Nederland · 
Noord-Ierland · 
Noorwegen ·
Oekraïne ·
Oostenrijk · 
Polen · 
Roemenië · 
Rusland · 
Saint Kitts en Nevis ·
Saint Lucia ·
Schotland · 
Servië en Montenegro · 
Seychellen ·
Slovenië · 
Slowakije · 
Spanje · 
Syrië ·
Tsjechië · 
Turkije · 
Wales · 
Wit-Rusland · 
Zweden · 
Zwitserland
Nederland (2011)
AFC-zone: Afghanistan · Australië · Bahrein · Bangladesh · Bhutan · Brunei · Cambodja · China · Chinees Taipei · Filipijnen · Guam · Hongkong · India · Indonesië · Iran · Irak · Japan · Jemen · Jordanië · Koeweit · Kirgizië · Laos · Libanon · Macau · Maleisië · Maldiven · Mongolië · Myanmar · Nepal · Noord-Korea · Oezbekistan · Oman · Oost-Timor · Pakistan · Palestina · Qatar · Saoedi-Arabië · Singapore · Sri Lanka · Syrië · Tadjikistan · Thailand · Turkmenistan · Verenigde Arabische Emiraten · Vietnam · Zuid-Korea

CAF-zone: Algerije · Angola · Benin · Botswana · Burkina Faso · Burundi · Centraal-Afrikaanse Republiek · Comoren · Congo-Brazzaville · Congo-Kinshasa · Djibouti · Egypte · Equatoriaal-Guinea · Eritrea · Ethiopië · Gabon · Gambia · Ghana · Guinee · Guinee-Bissau · Ivoorkust · Kaapverdië · Kameroen · Kenia · Lesotho · Liberia · Libië · Madagaskar · Malawi · Mali · Mauritanië · Mauritius · Marokko · Mozambique · Namibië · Niger · Nigeria · Oeganda · Rwanda · Sao Tomé en Principe · Senegal · Seychellen · Sierra Leone · Soedan · Somalië · Swaziland · Tanzania · Togo · Tsjaad · Tunesië · Zambia · Zimbabwe · Zuid-Afrika · Zuid-Soedan 

CONCACAF-zone: Amerikaanse Maagdeneilanden · Anguilla · Antigua en Barbuda · Aruba · Bahama's · Barbados · Belize · Bermuda · Britse Maagdeneilanden · Canada · Kaaimaneilanden · Costa Rica · Cuba · Curaçao · Dominica · Dominicaanse Republiek · El Salvador · Frans Guyana · Grenada · Guadeloupe · Guatemala · Guyana · Haïti · Honduras · Jamaica · Martinique · Mexico · Montserrat · 
Nicaragua · Panama · Puerto Rico · Saint Kitts en Nevis · Saint Lucia · Saint Vincent en de Grenadines · Sint Maarten · Suriname · Trinidad en Tobago · Turks- en Caicoseilanden · Verenigde Staten

CONMEBOL-zone: Argentinië · Bolivia · Brazilië · Chili · Colombia · Ecuador · Paraguay · Peru · Uruguay · Venezuela

OFC-zone: Amerikaans-Samoa · Cookeilanden · Fiji · Nieuw-Caledonië · Nieuw-Zeeland · Papoea-Nieuw-Guinea · Samoa · Salomoneilanden · Tahiti · Tonga · Vanuatu

UEFA-zone: Albanië · Andorra · Armenië · Azerbeidzjan · België · Bosnië en Herzegovina · Bulgarije · Cyprus · Denemarken · Duitsland · Engeland · Estland · Faeröer · Finland · Frankrijk · Georgië · Gibraltar · Griekenland · Hongarije · IJsland · Ierland · Israël · Italië · Kazachstan · Kosovo · Kroatië · Letland · Liechtenstein · Litouwen · Luxemburg · Macedonië · Malta · Moldavië · Montenegro · Nederland · Noord-Ierland · Noorwegen · Oekraïne · Oostenrijk · Polen · Portugal · Roemenië · Rusland · San Marino · Schotland · Servië · Slovenië · Slowakije · Spanje · Tsjechië · Turkije · Wales · Wit-Rusland · Zweden · Zwitserland